# 철불흉노
철불흉노(鐵弗匈奴)는 고대 북아시아의 유목 민족 중 하나인 흉노족의 일파이며, 하나라(夏)를 건국하였다.

## 역사
흉노가 남북으로 분열된 이래 남흉노의 철불부는 오르도스에서 일대 세력을 구축하였다. 철불부의 선조는 삼국 시대 흉노의 선우였던 어부라의 조카뻘인 우현왕 거비가 조조의 신임을 받아 남흉노를 관할하였으며, 한나라의 유씨(劉氏) 성을 사용하였다. 310년, 거비의 손자 유호(劉虎)가 탁발부(탁발선비)에게 본거지인 병주 일대를 빼앗기고 오르도스 지방으로 옮겨와 할거하면서 전조·후조·전진에게 차례로 협력하였다. 유호의 손자 유위진(劉衛辰)의 대에 다시 탁발부에 패하여 오르도스를 상실하고 전진의 영내로 이주하였다. 376년, 유위진은 전진의 탁발부 토벌에 종군하여 공을 세우고 오르도스로 다시 이주하였으며, 탁발부·유연을 복속시켰다.
386년, 탁발부가 다시 성장하여 대나라(북위의 전신)를 재건하고 391년에 북위의 원정군에 유위진이 살해당하면서 철불부는 일시적으로 멸망하였다. 유위진의 아들 유발발은 오르도스 서남쪽의 고평(高平)까지 도망쳤으나, 그 후에도 북위의 토벌군이 여러차례 공격해 와 유랑 끝에 후진에 몸을 의탁하였다. 후진은 북위의 침입을 막기 위해 유발발을 오르도스에 배치하였다.

## 역대 군주
1. 거비(去卑, 재위기간 미상) - 남흉노의 우현왕
2. 유고승원(劉誥升爰, 재위 : 272년 ~ 309년) - 거비의 아들
3. 유호(劉虎, 재위 : 341년 ~ 356년) - 유고승원의 아들
4. 유무환(劉務桓, 재위 : 341년 ~ 356년) - 유호의 아들
5. 유연두(劉閼頭) 또는 유연루두(劉閼陋頭, 재위 : 356년 ~ 358년) - 유호의 아들, 유무환의 동생
6. 유실물기(劉悉勿祈, 재위 : 358년 ~ 359년) - 유무환의 아들
7. 유위진(劉衛辰, 재위 : 359년 ~ 391년) - 유무환의 3남. 유실물기의 동생
8. 유발발(劉勃勃, 재위 : 391년 ~ 407년) - 유위진의 3남. 하나라를 건국하였다. 훗날의 혁련발발